# Адаптивна система
Адапти́вна систе́ма (система, що сама пристосовується) — система, що автоматично змінює алгоритми свого функціонування і (іноді) свою структуру з метою збереження або досягнення оптимального стану при зміні зовнішніх умов.

## Різновиди
Приклади адаптивних систем:
- «Живі»: людина, сім'я, організація.
- Механічні: системи контролю і управління (за рахунок механізму зворотного зв'язку).
- Комп'ютерні: роботи, штучна нейронна мережа.

Розрізняють такі адаптивні системи:
- Адаптивна система (біологія)
- Адаптивна система (соціологія)
- Адаптивна система (кібернетика)
- Адаптивна система (теорія управління)
- Адаптивна система (комп'ютерні)